# Казе Цоли (Форли-Чезена)
Казе Цоли (итал. Case Zoli) је насеље у Италији у округу Форли-Чезена, региону Емилија-Ромања.
Према процени из 2011. у насељу је живело 238 становника. Насеље се налази на надморској висини од 20 м.